# Polyporus platensis
Polyporus platensis är en svampart som beskrevs av Speg. 1881. Polyporus platensis ingår i släktet Polyporus och familjen Polyporaceae.   Inga underarter finns listade i Catalogue of Life.